# Liliana Feldmann
Liliana Feldmann (Milano, 29 dicembre 1926 – Brusimpiano, 16 settembre 2020) è stata un'attrice teatrale, doppiatrice, cantante e conduttrice radiofonica italiana.

## Biografia
Figlia di due attori dialettali, Dante Feldmann (noto per l'interpretazione della maschera di Meneghino) e Pina Granata, debuttò sulle scene a soli due anni. Dotata di brillanti doti d'interprete e di buone capacità vocali, nel 1943 Liliana Feldmann vinse un concorso radiofonico indetto dall'EIAR e condusse un programma dove cantava e raccontava fiabe. Dopo un'esperienza a Lugano, dal 1949 fu attivissima presso Radio Milano come attrice della Compagnia di rivista di Milano: fra le altre trasmissioni, condusse Ciciarem un cicinin, in dialetto milanese, La signora delle 13 con Enzo Tortora e Febo, Liliana e Grancassa con Febo Conti.

Liliana Feldmann con Sergio Tofano alla Radio Rai di Milano nel 1952

Molto attiva anche in teatro, a partire dagli anni cinquanta lavorò insieme a grandi nomi, come Ruggero Ruggeri, Dario Fo, Giustino Durano, Gino Bramieri, Franco Parenti, Sergio Tofano, Ernesto Calindri e Arnoldo Foà.
Dopo essersi cimentata spesso in radio come cantante, sfruttò la sua voce duttile ed espressiva per incidere numerosi dischi, soprattutto di brani in dialetto milanese e arie d'operetta.

Nel programma domenicale Tira, mola e meseda presso la Radio Rai di Milano con da sinistra a destra : Evelina Sironi, Elena Borgo, Liliana Feldmann, Fausto Tommei, il maestro Mario Consiglio (di spalle), Franco Parenti 1951

A partire dagli anni settanta sarà attiva soprattutto come doppiatrice (dando la voce ad attrici come Geraldine Page e Jeanne Moreau), ma rimase sempre fedele alla radio: insieme all'amica e storica collega Evelina Sironi, lavorò a Radio City, una delle prime emittenti private milanesi.
Successivamente fu impegnata soprattutto come attrice teatrale.
Negli ultimi anni le vennero conferiti numerosi riconoscimenti (come la Maschera d'argento, il Premio Madonnina, il Premio Carlo Porta e il Leone d'oro dal comune di Venezia).
Nel dicembre 1996 le fu assegnato dal Presidente della repubblica Oscar Luigi Scalfaro il titolo di "Grande Ufficiale dell'Ordine al merito della Repubblica Italiana".
Nell'ottobre 2010 il Piccolo Teatro di Milano le dedicò una serata d'onore.

## Teatro
- Paradiso per tutti di Dino Gelich, con Ugo Tognazzi, regia di Alfredo Bracchi, prima al Teatro Mediolanum di Milano, nel 1948.
- Indovina chi viene a cena, con Ernesto Calindri e Liliana Ferdmann, regia di Gabriele Calindri, 1970

## Filmografia

### Cinema
- Serenate per 16 bionde, regia di Marino Girolami (1957)
- Walter e i suoi cugini, regia di Marino Girolami (1961)
- Wonderland Hotel, cortometraggio, regia di Sergio Rinaldi (2012)

### Televisione
- Papà investigatore - miniserie TV, 2 episodi (1968)
- Marcovaldo - miniserie TV, 6 episodi (1970)
- Con rabbia e con dolore - miniserie TV, 1 episodio (1972)
- Marco Visconti - miniserie TV, 6 episodi (1975)
- Camera Café - serie TV, 1 episodio (2003)
- L'avvocato - serie TV, 1 episodio (2004)
- La bambina dalle mani sporche - film TV (2005)

## Varietà radiofonici RAI

Con Febo Conti nella scenetta "Febo, Liliana e grancassa" del varietà Scacco matto (1952)

- Zig-zag, varietà musicale settimanale di Dino Falconi, Attilio Spiller, Vincenzo Rovi e Angelo Frattini, regia di Nunzio Filogamo, 1949-1950.
- Tira, mola e meseda, varietà domenicale per Milano e la Lombardia di Italo Terzoli, Carosso e Silva, regia di Enzo Convalli, 1949-1950 e 1950-1951.
- Scacco matto, varietà musicale del sabato di Ciabattini, Falconi, Frattini e Spiller, trasmessa da Radio Milano 1951-1952.
- Ciribiribin, varietà musicale di Renzo Tarabusi, trasmesso febbraio marzo 1954
- Il motivo senza maschera, varietà a giochi, 1955-1956.
- Pippo lo sa, varietà musicale di Umberto Simonetta, condotto la Liliana Feldman, orchestra di Pippo Barzizza, trasmessa il 22 febbraio 1959.

## Prosa radiofonica Rai
- Baci perduti, di André Birabeau, regia di Claudio Fino, trasmessa il 1 dicembre 1953

## Doppiaggio
- Eva Wilma in Ciranda de pedra
- Fernanda Montenegro in Brillante

## Discografia parziale
- 1981 - Autori Vari, Le meravigliose avventure del bambino più bello del mondo (Iskon, KC 108001/2, 2LP)